# Woodwardiana paparia
Woodwardiana paparia är en insektsart som beskrevs av Mali B. Malipatil 1977. Woodwardiana paparia ingår i släktet Woodwardiana och familjen Rhyparochromidae. Inga underarter finns listade i Catalogue of Life.